# Charles Edward Glass
Charles Edward Glass (24 de mayo de 1934 - 23 de febrero de 1998) fue un botánico estadounidense, que trabajó en dupla con su colega Robert Bob Foster (1938-2002).
Realizó sus estudios de bachillerato en el "Phillips Exeter Academy".
Tuvo una destacada actuación en la investigación de la familia de Cactaceae, de la flora de México. En la década de 1990s impulsó y programó actividades financiadas por el gobierno mexicana para la propagación de especies cactáceas y protección de hábitats.
- La abreviatura «Glass» se emplea para indicar a Charles Edward Glass como autoridad en la descripción y clasificación científica de los vegetales.[2]

Se poseen 248 registros IPNI de sus identificaciones y nombramientos de nuevas especies, publicando habitualmente en: Guía Identific. Cact. Amenazadas México, 1: Ac/ag; Cact. Suc. Mex.; Sukkulenty (Moscú) ; Cact. Succ. J. (Los Ángeles); Acta Mus. Richnov., Sect. Nat.; Kakt. And. Sukk.; Cactaceae Consensus Initiatives; Cact. & Succ. Journ. Amer.; Taxon. Unters. Gatt. Mammillaria Haw. (Cactac.)

## Algunas publicaciones
- Glass, C.E.; Betty Fitz Maurice. 1992. Two new cactus from México (Geohintonia mexicana and Aztekium hintonii). C&SJ(US), 64:3

- Glass, C.E.; Betty Fitz Maurice. 1992. Nuevos taxa de cactáceas en Nuevo León. CySM, XXXVI:1

- Glass, C.E.; Betty Fitz Maurice. 1992. Nuevos taxa de cactáceas de Nuevo León, México. NKS/KAKTUS, Nordisk Kaktus Selskab, Dinamarca, 27:3

- Glass, C.E.; Betty Fitz Maurice. 1993. Geohintonia mexicana et Aztekium hintonii: vers de nouveaux moyens de protection. Cactus - Adventures, Francia, 17

- Glass, C.E.; Betty Fitz Maurice. 1993. To The Rescue. BCSJ, British Cactus and Succulent Journal, RU, 11:2